# صحراء جوبي
صحراء جوبي (بالصينية: هانهاي) هي صحراء مترامية الأطراف في شرق آسيا. وتُغطي أجزاء من شمال وشمال شرق الصين وجنوب منغوليا. تفصل ما بين منغوليا الداخلية ومنغوليا الخارجية، وتتخذ شكل قوس يبلغ طوله 1,600 كيلو متر، ويتراوح عرضه ما بين 480 و 960 كيلومترا. مساحتها 1,300,000 كيلو متر مربع. تشهد توسعا سريعا.
الأحواض الصحراوية في جوبي تحدها جبال ألتاي والمراعي والسهوب في منغوليا من الشمال، وبصحراء تكلامكان من الغرب، وممر قانسو وهضبة التبت من الجنوب الغربي، وسهل شمال الصين من الجنوب الشرقي. جوبي معروف في التاريخ كموقع لعدة مدن مهمة على طول طريق الحرير.
جوبي هي صحراء ظل مطري، تشكلت من هضبة التبت التي تمنع هطول الأمطار من المحيط الهندي وصولاً إلى إقليم جوبي. إنها سادس أكبر صحراء في العالم وثاني أكبر صحراء في آسيا.

## جغرافيا
تبلغ صحراء جوبي أكثر من 1,600 كـم (1,000 ميل) من الجنوب الغربي إلى الشمال الشرقي، و800 كـم (500 ميل) من الشمال إلى الجنوب. الصحراء هي الأوسع في الغرب، على طول الخط الذي يربط بحيرة بوستن ولوب نور (87 درجة - 89 درجة شرقًا). وهي تحتل قوسًا من الأرض في المنطقة اعتبارًا من عام 2007؛ إنها سادس أكبر صحراء في العالم وثاني أكبر صحراء في آسيا. جزء كبير من جوبي ليس رمليًا ولكنه مكشوف من الصخور العارية.
تشمل جوبي، في تعريفها الأوسع، الامتداد الطويل للصحراء الممتدة من سفح جبال بامير (77 درجة شرقًا) إلى جبال خينجان الكبرى، 116 درجة -118 درجة شرقًا، على حدود منشوريا؛ ومن سفوح سلاسل جبال ألتاي وجبال سايان ويابلونوا في الشمال إلى سلاسل جبال جبال كونلون والتين تاغ وقيليان التي تشكل الحواف الشمالية لهضبة التبت في الجنوب.
يُعتقد أن مساحة كبيرة نسبيًا على الجانب الشرقي من سلسلة جبال خينجان الكبرى، بين المياه العلوية لنهر سونغوا والمياه العليا للياو هو، تنتمي إلى جوبي من خلال الاستخدام التقليدي. يفضل بعض الجغرافيين وعلماء البيئة اعتبار المنطقة الغربية من منطقة جوبي (كما هو محدد أعلاه): حوض تاريم في سنجان، وحوض صحراء لوب نور وهامي (كومول)، على أنهما يشكلان صحراء منفصلة ومستقلة، تسمى صحراء تكلامكان.
أجرى علماء الآثار وعلماء الأحافير حفريات في حوض نيميجت في الجزء الشمالي الغربي من صحراء جوبي (في منغوليا)، والتي تشتهر بكنوزها الأحفورية، بما في ذلك الثدييات القديمة، وبيض الديناصورات، وأدوات حجرية التي تعود إلى عصور ما قبل التاريخ، والتي يبلغ عمرها حوالي 100000 سنة.

## المناخ

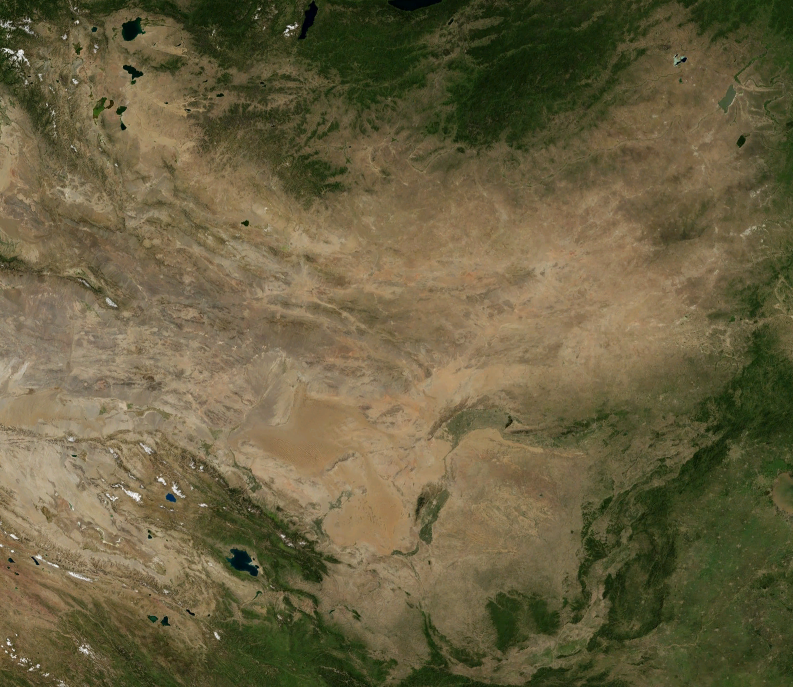
جوبي بواسطة ناسا ورلد ويند

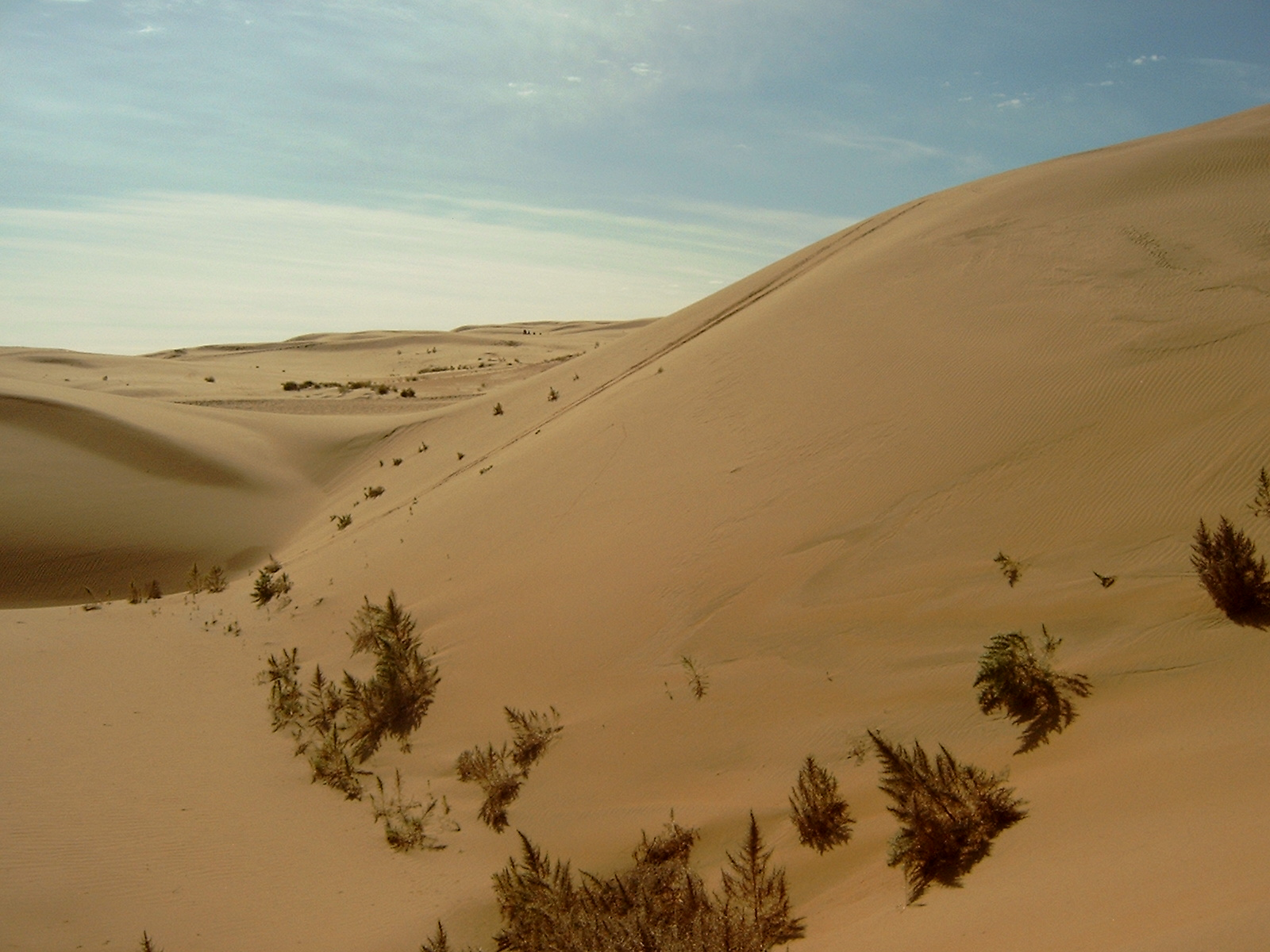
الكثبان الرملية في منطقة منغوليا الداخلية ذاتية الحكم، في الصين

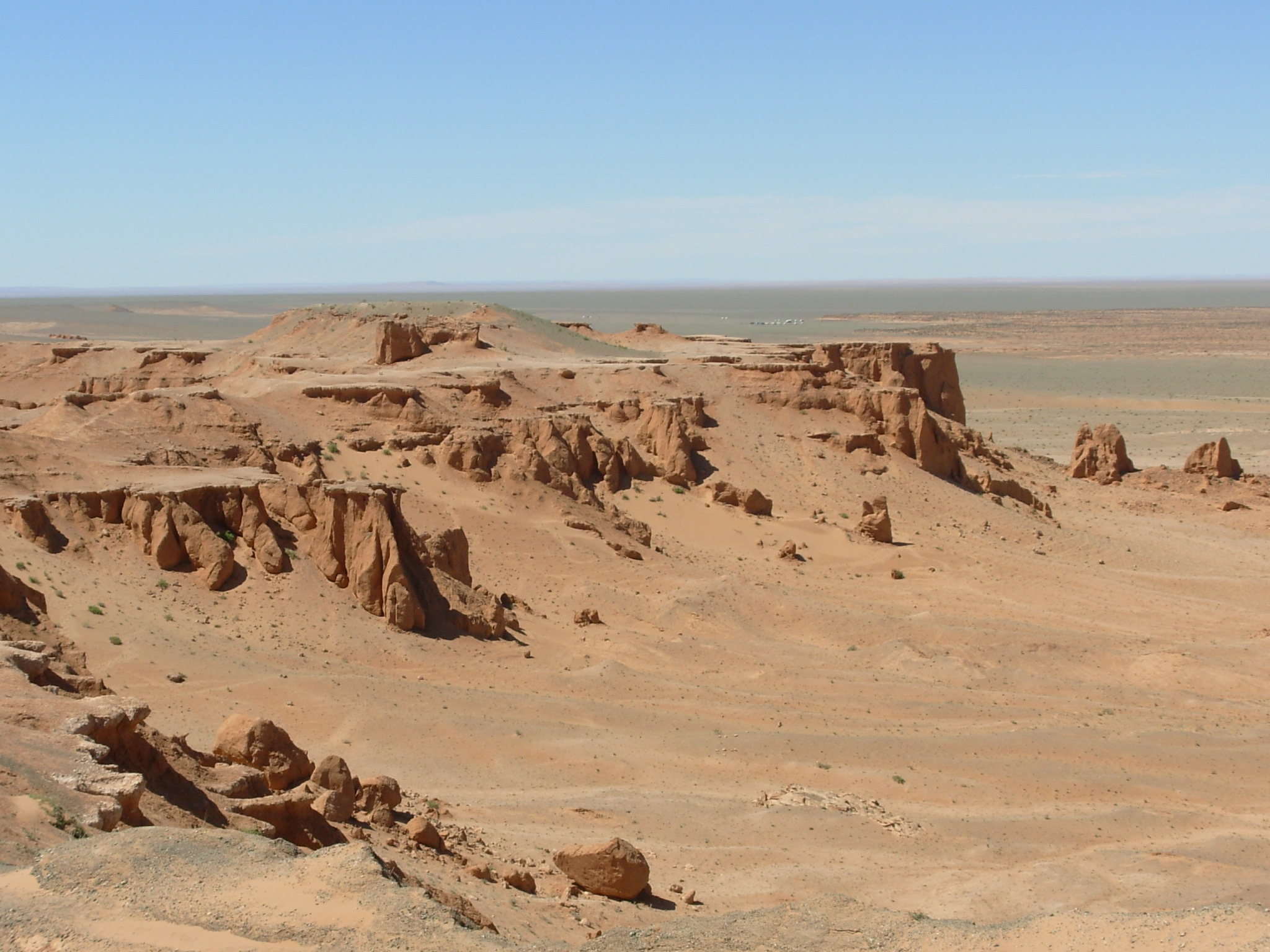
المنحدرات المشتعلة في منغوليا

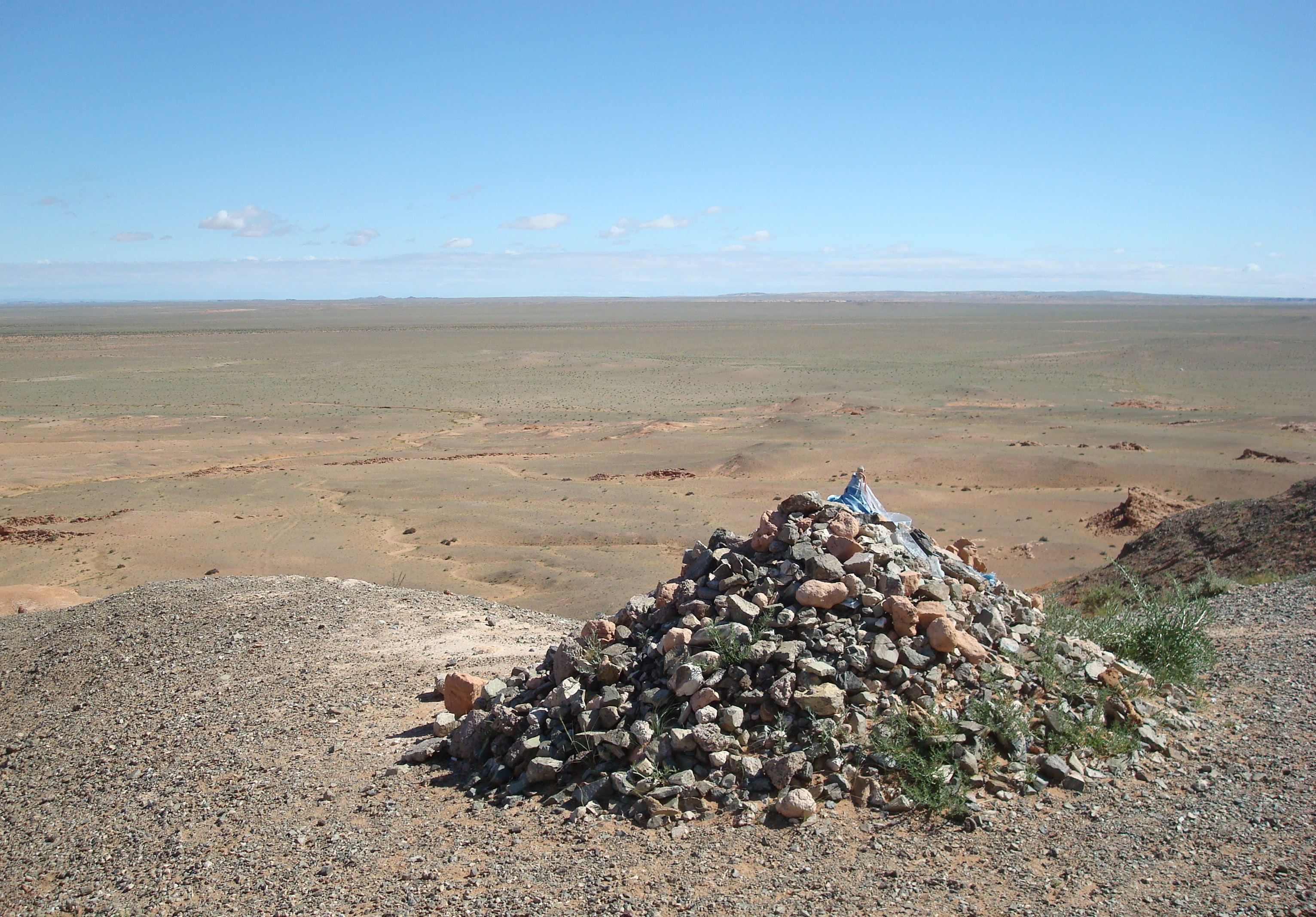
أوفو في صحراء جوبي

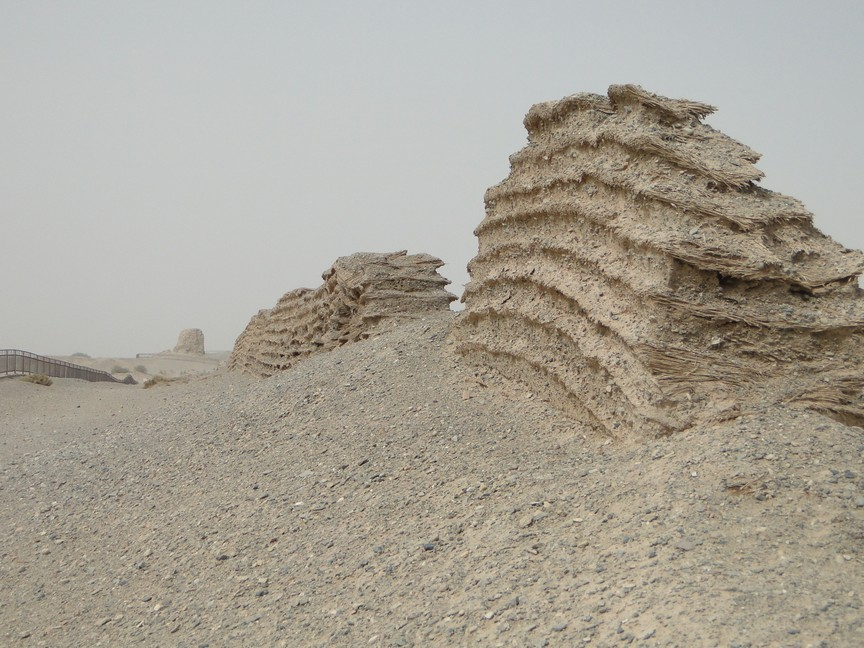
بقايا سور الصين العظيم في صحراء جوبي

تعتبر جوبي بشكل عام صحراء باردة، مع وجود صقيع وأحيانًا تساقط ثلوج على كثبانها الرملية. إلى جانب كونها بعيدة تمامًا عن الشمال، فهي تقع أيضًا على هضبة بارتفاع 910–1,520 م (2,990–4,990 قدم) تقريبًا فوق مستوى سطح البحر، مما يساهم في انخفاض درجات الحرارة فيها. يسقط ما يقرب من 194 مـم (7.6 بوصة) من الأمطار سنويًا في جوبي. تصل الرطوبة الإضافية إلى أجزاء من جوبي في الشتاء حيث تتساقط الثلوج بفعل الرياح القادمة من سهول سيبيريا. قد تتسبب هذه الرياح في وصول جوبي إلى −40 °م (−40 °ف) في الشتاء إلى 45 °م (113 °ف) في الصيف.
|                | (1190 متر)                    | أولان باتور (1150 متر)                 |
| -------------- | ----------------------------- | -------------------------------------- |
| المتوسط السنوي | −2.5 °م (27.5 °ف)             | −0.4 °م (31.3 °ف)                      |
| متوسط يناير    | −26.5 °م (−15.7 °ف)           | −21.6 °م (−6.9 °ف)                     |
| متوسط يوليو    | 17.5 °م (63.5 °ف)             | 18.2 °م (64.8 °ف)                      |
| أقصى الدرجات   | −47 إلى 34 °م (−53 إلى 93 °ف) | −42.2 إلى 39.0 °م (−44.0 إلى 102.2 °ف) |

في جنوب منغوليا، تم تسجيل درجة الحرارة منخفضة تصل إلى −32.8 °م (−27.0 °ف). في المقابل، في ألكسا، بمنغوليا الداخلية، ترتفع إلى 37 °م (99 °ف) في يوليو.
متوسط الحد الأدنى لفصل الشتاء هو −21 °م (−6 °ف)، في حين أن الحد الأقصى في فصل الصيف هو 27 °م (81 °ف). يسقط معظم هطول الأمطار خلال فصل الصيف.
على الرغم من أن الرياح الموسمية الجنوبية الشرقية تصل إلى الأجزاء الجنوبية الشرقية من جوبي، إلا أن المنطقة في جميع أنحاء هذه المنطقة تتميز عمومًا بالجفاف الشديد، خاصة خلال فصل الشتاء، عندما يكون المرتفع السيبيري في أقوى حالاته. تتميز الأجزاء الجنوبية والوسطى من صحراء جوبي بنمو نباتي متغير بسبب نشاط الرياح الموسمية. المناطق الشمالية من جوبي شديدة البرودة والجافة، مما يجعلها غير قادرة على دعم نمو الكثير من النباتات؛ يُعزى هذا الطقس البارد والجاف إلى خلايا الضغط العالي السيبيرية المنغولية. ومن ثم، فإن العواصف الرملية الجليدية والعواصف الثلجية في الربيع وأوائل الصيف، بالإضافة إلى أوائل يناير (الشتاء).

## الحماية والبيئة والاقتصاد
تعد صحراء جوبي مصدرًا للعديد من الحفريات المهمة، بما في ذلك أول بيض الديناصورات، تم اكتشاف ستة وعشرين منها، بمتوسط طول 9 بوصات، في عام 1923.
على الرغم من الظروف القاسية، فإن هذه الصحاري والمناطق المحيطة بها تعيش على العديد من الحيوانات، بما في ذلك غزال الريم، وابن عرس منتن مجزع، والجمل الوحشي، والحمار البرية المنغولية، والزقزاقاوات. يزورهم أحيانًا نمور الثلج ودببة جوبي والذئاب. تتكيف السحالي بشكل خاص مع مناخ صحراء جوبي، مع ما يقرب من 30 نوعًا موزعة عبر حدودها الجنوبية المنغولية. الغطاء النباتي الأكثر شيوعًا في صحراء جوبي هو الشجيرات المتكيفة مع الجفاف. تضمنت هذه الشجيرات نبتة ملح العصفور الرمادي (Salsola passerina)، وفرشاة الميرمية الرمادية، وأعشاب منخفضة مثل عشب الإبرة وعشب اللجام. بسبب رعي الماشية، انخفضت كمية الشجيرات في الصحراء. تم إنشاء العديد من المحميات الطبيعية الكبيرة في جوبي، بما في ذلك حديقة جوبي جورفانسايخان الوطنية، ومحميتي جوبي العظيم «أ» وجوبي العظيم «ب».
المنطقة معرضة للدوس من قبل الماشية والمركبات على الطرق الوعرة (الآثار من التدخل البشري أكبر في صحراء جوبي الشرقية، حيث هطول الأمطار أكثر غزارة وقد يحافظ على الماشية). في منغوليا، تدهورت الأراضي العشبية بواسطة الماعز، التي يربيها الرعاة الرحل كمصدر لصوف الكشمير.
يتم استخراج رواسب النحاس الكبيرة بواسطة مجموعة ريو تينتو. كان المنجم ولا يزال مثيرًا للجدل. كانت هناك معارضة كبيرة في برلمان منغوليا للشروط التي سيتم بموجبها تنفيذ المنجم، ودعا البعض إلى إعادة التفاوض على الشروط. يدور الخلاف في المقام الأول حول مسألة ما إذا كانت المفاوضات عادلة (تتمتع ريو تينتو بموارد أفضل بكثير)، وما إذا كانت ريو تينتو ستدفع ضرائب كافية على الإيرادات التي تجنيها من المنجم (تم التوصل إلى اتفاق يتم بموجبه إعفاء العملية من ضريبة غير متوقعة).

## التصحر
تتوسع صحراء جوبي من خلال التصحر، بأسرع ما يمكن على الحافة الجنوبية إلى الصين، والتي تشهد تجاوز 3,600 كـم2 (1,390 ميل2) من الأراضي العشبية كل عام. ازدادت وتيرة العواصف الترابية في العشرين عامًا الماضية، مما تسبب في مزيد من الضرر للاقتصاد الزراعي الصيني. ولكن في بعض المناطق تباطأ التصحر أو العكس.
تتغير الحدود الشمالية والشرقية بين الصحراء والأراضي العشبية باستمرار. يرجع هذا في الغالب إلى الظروف المناخية قبل موسم النمو، والتي تؤثر على معدل النتح التبخري ونمو النبات اللاحق.
يُعزى توسع نهر جوبي في الغالب إلى الأنشطة البشرية، مدفوعة محليًا بإزالة الغابات، والرعي الجائر، واستنزاف الموارد المائية، بالإضافة إلى الاحتباس الحراري.
جربت الصين خططًا مختلفة لإبطاء توسع الصحراء، والتي لاقت بعض النجاح. كان برنامج غابات المآوى الثلاثية الشمالية (أو «السور الأخضر العظيم») مشروعًا لغرس الأشجار تابعًا للحكومة الصينية بدأ في عام 1978، ومن المقرر أن يستمر حتى عام 2050. والهدف من البرنامج هو عكس اتجاه التصحر عن طريق زراعة حور الرجراج وغيره من الأشجار سريعة النمو على حوالي 36.5 مليون هكتار، عبر حوالي 551 مقاطعة في 12 مقاطعة في شمال الصين.

## المناطق البيئية
يمكن تقسيم جوبي، على نطاق واسع، إلى خمس مناطق بيئية جافة متميزة، بناءً على الاختلافات في المناخ والتضاريس:
- سهوب صحراء جوبي الشرقية، توجد أقصى شرق مناطق جوبي البيئية، تغطي مساحة 281,800 كـم2 (108,804 ميل2). تمتد من هضبة منغوليا الداخلية في الصين شمالًا إلى منغوليا. تشمل جبال يين والعديد من المناطق المنخفضة مع أحواض الملح والبرك الصغيرة. يحدها من الشمال الأراضي العشبية المنغولية والمنشورية، وسهل النهر الأصفر من الجنوب الشرقي، وشبه صحراء هضبة ألاشان من الجنوب الشرقي والشرق.
- شبه صحراء هضبة ألاشان، تقع في غرب وجنوب غرب سهوب صحراء جوبي الشرقية. وتتكون من الأحواض الصحراوية والجبال المنخفضة الواقعة بين سلسلة جبال غوبي ألتاي في الشمال، وجبال هيلان في الجنوب الشرقي، وجبال كيليان، والجزء الشمالي الشرقي من هضبة التبت في الجنوب الغربي.
- السهوب الصحراوية لوادي البحيرات جوبي، تقع المنطقة البيئية شمال شبه صحراء هضبة ألاشان، بين سلسلة جبال جوبي ألتاي إلى الجنوب، وجبال خانجاي في الشمال.
- شبه صحراء حوض دزونغاريان، تشمل الحوض الصحراوي الواقع بين جبال ألتاي في الشمال، وسلسلة جبال تيان شان في الجنوب. وهي تشمل الجزء الشمالي من مقاطعة شينجيانغ الصينية وتمتد إلى الركن الجنوبي الشرقي من منغوليا. تقع شبه صحراء هضبة ألاشان في الشرق، وسهوب وادي إميل إلى الغرب، على الحدود بين الصين وكازاخستان.
- سلسلة تيان شان، تفصل شبه صحراء حوض دزونغاريان عن صحراء تاكلامكان، وهي عبارة عن حوض صحراوي رملي منخفض تحيط به سلاسل الجبال العالية لهضبة التبت من الجنوب، وجبال بامير إلى الغرب. تشمل المنطقة البيئية لصحراء تكلامكان صحراء لوب.

## الاستكشاف الأوروبي
كان لجوبي تاريخ طويل من الاستيطان البشري، ومعظمهم من البدو الرحل. بحلول أوائل القرن العشرين، كانت المنطقة تحت السيطرة الاسمية لمانشو-الصين، ويسكنها في الغالب المغول والأويغور والكازاخ. لم تكن صحراء جوبي ككل معروفة للأجانب، حيث اقتصرت المعلومات على ملاحظات المسافرين الأفراد المشاركين في مسارات رحلاتهم عبر الصحراء. من بين المستكشفين الأوروبيين الذين ساهموا في فهم صجراء جوبي، كان الأهم ما يلي:
- جان فرانسوا جيربيون (1688–1698)
- إبرهارد إيسبراند إديس (1692–1694)
- لورينز لانج (1727–1728 و1736)
- فوس وألكسندر بونغه (1830–1831)
- هيرمان فريتش (1868–1873)
- بافلينوف وز. ل. ماتوسوفسكي (1870)
- ناي إلياس (1872–1873)
- نيقولاي برزوالسكي (1870–1872 و1876–1877)
- زوسنوفسكي (1875)
- ميخائيل بيفتسوف (1878)
- غريغوري بوتانين (1877 و1884–1886)
- بيلا سيشيني ولاجوس لوسي (1879–1880)
- الأخوين جريجوري جاروم-جرشميل (1889–1890) وم. ي. جريجوري جاروم-جريشيميل
- بيتر كوزميتش كوزلوف (1893–1894 و1899–1900)
- فسيفولود روبوروفسكي (1894)
- فلاديمير أوبروشيف (1894–1896)
- كارل جوزيف فيوترير والدكتور هولديرير (1896)
- تشارلز إتيان بونين (1896 و1899)
- سفين هيدين (1897 و1900–1901)
- ك. بوجدانوفيتش (1898)
- لديغن (1899–1900) وكاتسناكوف (1899–1900)
- جاك بولي دي لسدين ومارثا مايلي، 1902.[20]